# باز إفريقي
البَازُ الأفرِيْقِيّ هو أحد أنواع الجوارح المُنتمية إلى فصيلة البيزان. يُشيرُ كُتيِّب دليل طيور العالم (بالإنجليزية: Handbook of the Birds of the World) أنَّ هذه الطيور تنتشرُ في: أنغولا، وبوتسوانا، وبوروندي، وجمهوريَّة أفريقيا الوُسطى، وجمهوريَّة الكونغو الديمقراطيَّة، وإريتريا، وأثيوپيا، وكينيا، وليسوتو، ومالاوي، والموزمبيق، وناميبيا، وراوندا، والصومال، وجنوب أفريقيا، والسودان، وسوازيلاند، وتنزانيا، وأوغندا، وزامبيا، وزيمبابوي. يعتبره بعضُ العُلماء مُناوعًا (من ذات النوع) للباز أحمر الصدر قاطن أفريقيا الغربيَّة والوسطى.

## وصلات خارجيَّة
- صورة من هيئة الأحراج لبازٍ من تنزانيا.
- صورة من التقاط هارڤي ڤان دايك لبازٍ من كينيا.
- البازُ الأفريقيّ- معلوماتٌ عن النوع من أطلس طيور أفريقيا الجنوبيَّة